# Juan Velasco Alvarado
Juan Francisco Velasco Alvarado (Piura, 16 giugno 1910 – Lima, 24 dicembre 1977) è stato un generale e politico peruviano.
Guidò il Perù dal 3 ottobre 1968 al 30 agosto 1975 con il titolo di "Presidente del governo rivoluzionario delle Forze armate del Perù".

## Infanzia e carriera militare
Figlio di Manuel Velasco Gallo, assistente medico, e di Clara Luz Alvarado Zevallos, aveva altri dieci fratelli. Frequentò la scuola primaria e la secondaria rispettivamente al Centro Escolar N° 21 e al Colegio San Miguel, entrambi nella sua città natale; quando non andava a scuola lavorava come lustrascarpe.
Nel 1929, mentendo sulla sua vera età, s'imbarcò su una nave diretta a Lima, dove il 5 aprile si arruolò nell'esercito; lì frequentò la scuola militare di Chorrillos, dove fu promosso sottotenente di fanteria, conseguendo il primo posto tra i promossi e ricevendo per questo la spada d'onore. Nel 1944 andò a studiare alla Scuola Superiore di Guerra, dove due anni più tardi divenne professore di Fanteria, Tattica e Stato maggiore. Nel 1952 con il grado di tenente colonnello tornò alla scuola militare di Chorrillos per dirigerla; in seguito occupò una carica simile alla scuola di fanteria, fino a diventare capo della IV Divisione del Centro d'istruzione militare del Perù (1955-1958).
Promosso generale di brigata sotto il governo di Manuel Prado Ugarteche nel 1959, prestò servizio tre anni dopo all'ambasciata peruviana a Parigi, e nel 1965 divenne generale di divisione. Nel gennaio del 1968 assunse il Comando generale dell'esercito e la presidenza del Comando Congiunto delle Forze Armate del Perù, quest'ultima carica istituita dal governo Ugarteche.

## Governo

### Politica interna
In qualità di comandante generale dell'esercito, guidò la giunta militare che il 3 ottobre 1968 depose il presidente Fernando Belaúnde Terry. Pochi giorni dopo espropriò la International Petroleum Company, compagnia petrolifera statunitense che lavorava nel paese, creando nel 1969 la Petroperú; il 9 ottobre, giorno in cui avvenne l'esproprio, fu dichiarato da allora e fino alla fine del suo governo festa con il nome di "giorno della dignità nazionale".

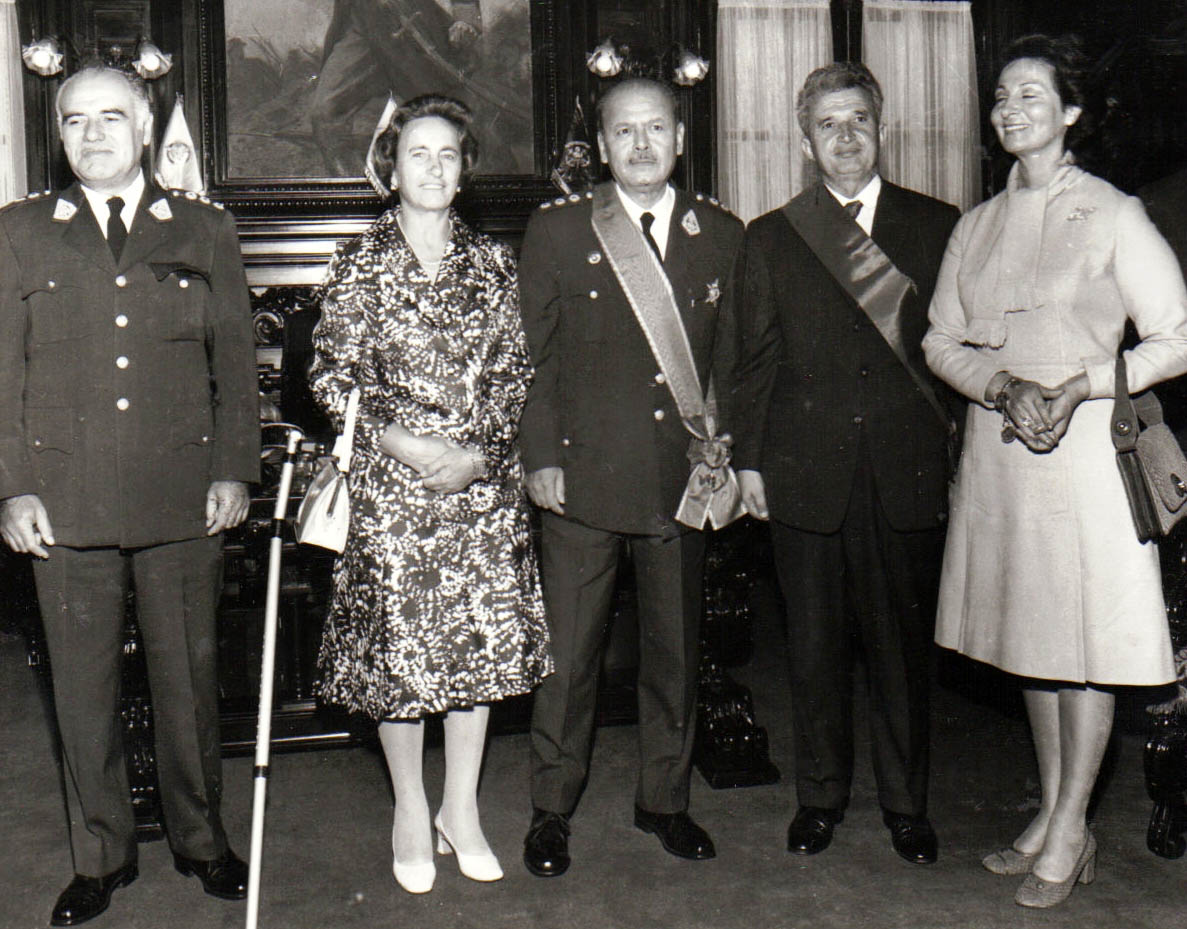
Un momento della visita di stato del Presidente della Romania Nicolae Ceaușescu in Perù nel settembre 1973.

Velasco formò un governo composto da ministri sia militari che civili, il quale nazionalizzò l'intero settore petrolifero. Impose forti restrizioni alla libertà di stampa confiscando diversi quotidiani e televisioni, promulgò una riforma agraria con l'obiettivo di fermare lo strapotere dei latifondisti. In seguito tentò di nazionalizzare i settori chiave dell'economia tramite misure protezioniste e interventiste. Allo scopo di organizzare e meglio controllare la mobilità sociale fu creato il Sistema Nazionale d'Appoggio per la Mobilità Sociale (SINAMOS).
In ambito internazionale, il governo di Velasco si fece promotore del non allineamento, seguendo lo slogan "né con il capitalismo né con il comunismo". Nei fatti però la rottura con gli Stati Uniti lo portò ad allearsi con i paesi comunisti.
A seguito della statalizzazione dell'attività peschiera, fu istituito il Ministero della pesca. Grazie a ciò fu migliorata l'alimentazione del popolo, in special modo degli abitanti delle zone andine, che fino ad allora non avevano mai potuto avere pesce fresco e che invece ora arrivava loro grazie a camion termici mandati dallo Stato. Per distribuire gli alimenti prodotti dalle cooperative agricole create dal governo, fu istituito il Ministero dell'alimentazione, il quale promulgò leggi restrittive sull'importazione dei prodotti alimentari.
Nel 1972 il governo promosse una riforma dell'istruzione che prevedeva tra l'altro l'insegnamento bilingue per coloro che parlavano le lingue indigene, che costituivano circa metà della popolazione. Nel 1975 il quechua divenne lingua ufficiale accanto allo spagnolo; in tal modo, il Perù fu il primo degli stati dell'America Latina ad ufficializzare una lingua indigena. Tuttavia, questa legge non fu mai applicata e cessò di essere valida quando entrò in vigore la costituzione del 1979, secondo la quale il quechua e l'aymara sono ufficiali solo dove sono prevalenti, come previsto dalla legge, legge che però non è stata mai emanata.

### Politica estera

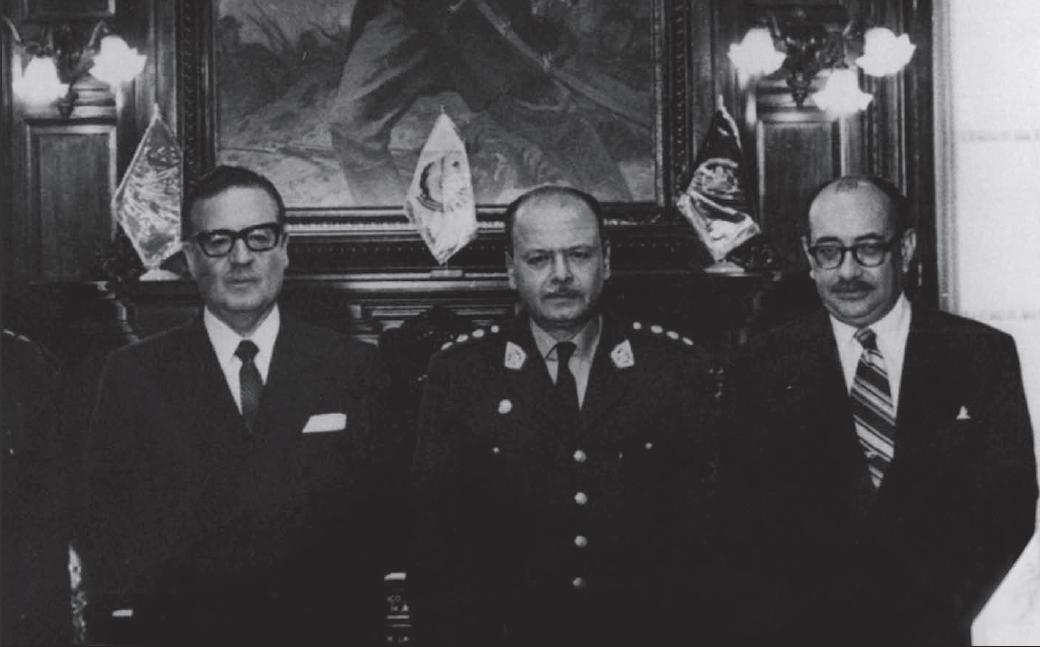
Salvador Allende, Velasco Alvarado e Clodomiro Almeyda

Oltre alle riforme economiche e sociali, tra gli obiettivi della politica di Velasco c'era anche la riconquista dei territori perduti a favore del Cile nella guerra del Pacifico.
È stato calcolato che dal 1970 al 1975 il Perù spese fino a 2 miliardi di dollari in armamenti sovietici. Secondo diverse fonti il governo peruviano avrebbe acquistato tra i 600 e i 1200 carri armati T-55, APC, dai 60 ai 90 cacciabombardieri Sukhoi Su-22, 500 000 fucili d'assalto, e prese perfino in considerazione l'acquisto della portaerei britannica HMS Bulwark.
L'ingente quantitativo di armi acquistato dal Perù spinsero nel 1976 l'ex segretario di Stato americano Henry Kissinger e il dittatore cileno Augusto Pinochet a tenere una riunione. I piani militari di Velasco consistevano nell'invadere il Cile per via aerea, marina e terrestre. Al tempo il Cile era sull'orlo del fallimento finanziario e nel 1999 Pinochet rivelò addirittura che se nel 1975 il Perù avesse attaccato il Cile, le forze peruviane avrebbero potuto penetrare in profondità in territorio cileno arrivando a Copiapó, città situata a metà strada da Santiago. Per difendersi le forze armate cilene avevano preso in esame di scatenare una guerra preventiva, ipotesi a cui Fernando Matthei, generale della forza aerea cilena, si opponeva rispondendo che: "Posso assicurare che i peruviani annienterebbero la forza aerea cilena nei primi cinque minuti di guerra".
Alcuni analisti ritengono che il timore da parte degli ufficiali cileni e statunitensi di un'invasione peruviana fosse in gran parte ingiustificato, sebbene fosse per loro logico da pensare tenendo conto che Pinochet era salito al potere grazie a un colpo di Stato contro Salvador Allende, presidente democraticamente eletto. Stando alle fonti, i presunti piani d'invasione potrebbero essere stati percepiti dal governo cileno come una sorta di contrattacco da parte delle forze di sinistra.

## Deposizione e ultimi anni
Il 30 agosto 1975, il generale Francisco Morales Bermúdez, allora presidente del consiglio dei ministri e che si diceva sarebbe succeduto a Velasco, partì dalla città di Tacna alla guida di un colpo di Stato che depose Velasco; il golpe, dal nome della città in cui ebbe inizio, è passato alla storia con il nome di Tacnazo. Per la realizzazione del golpe il generale prese a pretesto la difficile situazione economica e la salute del presidente, al quale il 10 marzo 1973 era stata amputata la gamba destra a seguito di una gangrena degenerata in un aneurisma dell'aorta addominale che lo aveva condotto quasi alla morte.

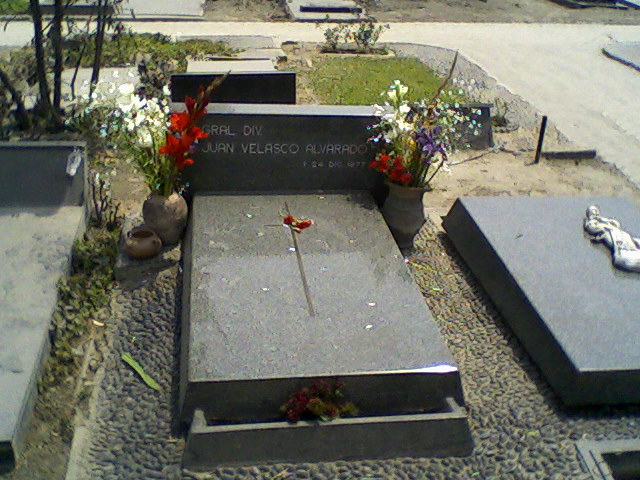
La tomba di Velasco Alvarado, situata nel Cementerio del Ángel a Lima

Velasco visse gli ultimi due anni della sua vita in una sorta di reclusione volontaria. Morì all'ospedale militare di Lima il 24 dicembre 1977; al suo funerale parteciparono molte persone e terminò in una forma di protesta contro il governo di allora. I suoi resti riposano al Cementerio del Ángel di Lima. Nel 1980 la sua tomba fu oggetto di una delle prime azioni terroristiche di Sendero Luminoso: fu infatti fatta esplodere con la dinamite.

## Eredità
Quella di Velasco restò per il riformismo militare peruviano un'importante figura a cui fare riferimento: alcuni suoi luogotenenti infatti, ispirandosi all'opera di Velasco, fondarono il Partito Socialista Rivoluzionario. Due mesi dopo dalla sua fondazione però i principali esponenti del partito furono costretti a fuggire a Panama e in Messico; fu permesso loro di tornare solo alle elezioni per l'assemblea costituente, alle quali ottennero il 7% dei voti. Il PSR fece poi parte della Sinistra Unita, alleanza fra le formazioni politiche peruviane di stampo socialista che si ponevano a sinistra dell'APRA.

### In spagnolo
- Arias Quincot, César y Ruiz Zevallos, Augusto.(2005) Perú Histórico, tomo 9. Milla Batres.
- Cotler, Julio (1982). "Estado oligárquico y reformismo militar en América Latina". En: Historia de medio siglo, volumen 1 América del Sur. México: Siglo Veintiuno.
- Cotler, Julio (1998). "De Velasco a Belaúnde: el problema de la construcción nacional y la democracia en Perú". En: El Estado en América Latina, teoría y práctica. México: Siglo Veintiuno.
- Fajardo Torres, José Carlos (2009). Organización y participación política en el Perú, antes y durante el gobierno de Juan Velasco Alvarado. Lima: Universidad Ricardo Palma.
- Franco, Carlos, comp. (1983). El Perú de Velasco. Lima: Centro de Estudios para el Desarrollo y la Participación.
- Kruijt, Dirk (2008). La Revolución por decreto: el Perú durante el gobierno militar. Lima: Instítuto de Defensa Legal.
- Martín Sánchez, Juan (2002). La revolución peruana: ideología y práctica política de un gobierno militar 1968 – 1975. Sevilla: Universidad de Sevilla.
- Monteforte, Mario (1973). La solución militar a la peruana 1968 – 1970. México: Universidad Nacional Autónoma de México.
- Pásara, Luis (1980) EL docenio militar en el tomo XII de "Historia del Perú" Editorial Juan Mejía Baca.
- Pease, Franklin (1995). Breve Historia Contemporánea del Perú. México: Fondo de Cultura Económica.
- Pease G.Y., Franklin (director)(1998)Gran Historia del Perú. Ex-Libris. S:A.
- Perú, Ministerio de Educación (1974). El Proceso Peruano. Lecturas. Lima: INIDE.
- Tauro del Pino, Alberto (2001) Enciclopedia ilustrativa del Perú. Lima: PEISA.